# Athyreus forcipatus
Athyreus forcipatus är en skalbaggsart som beskrevs av Antoine Boucomont 1928. Athyreus forcipatus ingår i släktet Athyreus och familjen Bolboceratidae. Inga underarter finns listade.